# 33329 Stefanwan
1998 RY77 (asteroide 33329) é um asteroide da cintura principal. Possui uma excentricidade de 0.11137450 e uma inclinação de 5.26473º.
Este asteroide foi descoberto no dia 14 de setembro de 1998 por LINEAR em Socorro.